# Sýr s modrou plísní
Sýr s modrou plísní je druh sýra, který je definován umělým dodáním štětičkovce (penicillium) do mléčného nebo tvarohového základu. Štětičkovec je rod plísní řazených mezi vřeckovýtrusné houby, k přípravě sýrů se užívají zejména druhy penicillium roqueforti a penicillium glaucum. K nejznámějším sýrům s modrou plísní patří Fourme d'Ambert, Gorgonzola a Roquefort, z českých sýrů pak Niva. 

## Charakteristika
Růst plísní uvnitř sýra je podporován některými bakteriemi, například brevibacterium linens. Právě tyto bakterie jsou obvykle odpovědné za charakteristickou vůni těchto sýrů. Zrají v prostředí s kontrolovanou teplotou. Vyznačují se ostrou a slanou chutí. Předpokládá se, že objev sýra s modrou plísní vznikl náhodou, když byly sýry skladovány v jeskyních. Dodnes se některé druhy nechávají v jeskyních zrát. Jeden z nejstarších modrých sýrů je Gorgonzola, vznikl již roku 879.